# Чорнобаївська районна рада
Чорнобаївська районна рада- районна рада Чорнобаївського району Черкащини.
Чорнобаївській районній раді підпорядковані 1 селищна та 29 сільських рад, до складу яких входять 53 населених пункти.
Керівний склад ради
Голова - Боровик Олексій Іванович.